# 林家たい平 たいあん吉日!おかしら付き♪
『林家たい平 たいあん吉日!おかしら付き♪（はやしやたいへい たいあんきちじつ おかしらつき）』は文化放送のラジオ番組。本項は2013年10月6日から2016年3月27日まで放送された前身番組『林家たい平 咲いて!孫心 夢ごころ（はやしやたいへい さいてまごごころ ゆめごころ）』も取り上げる。

## 出演者
- 林家たい平
- 坂口愛美（文化放送アナウンサー、2020年10月4日 - ）

### 過去の出演者
いずれも出演当時は文化放送アナウンサー
- 加納有沙（2013年10月6日 - 2016年3月27日。退社のため降板）
- 八木菜緒（2016年4月3日 - 2018年3月25日。退社のため降板）
- 舘谷春香（2018年4月1日 - 2020年9月27日。退社のため降板）

## 概要
開始当初は「林家たい平 咲いて!孫心 夢ごころ」の番組タイトルで、たい平一週間の出来事を紹介するコーナー「元気が咲いた！日本全国夢日記」と提供スポンサーの『読売KODOMO新聞』とタイアップとして孫との出来事を紹介する投稿コーナー「おもしろパーソン夢心」があった。
その後はたい平と加納有沙とのトークのやり取りが好評を博したため、投稿コーナーは無くなり、たい平が洋楽の名曲を紹介しながら、雑談やロケに行く番組となっている。『孫の力』（読売新聞）発売前の週は宣伝コーナーがあった。
オープニングのトークは放送する局により異なるが、それ以外はネット共通である。
2016年3月に加納が退社し、後継で八木菜緒が担当し、タイトルを「林家たい平 たいあん吉日!おかしら付き♪」に変更し、ノンスポンサーとなった。
2018年4月に八木が退職して舘谷春香が後継し、放送時間が日曜7:00から日曜8:00へ移動した。
2020年10月に舘谷が退職して坂口愛美が後継する。
2023年12月からタイヘイグループが提供スポンサーとなり、「タイヘイグループ Presents」の冠タイトルが付いた。

## ネット局
- 文化放送 - 毎週日曜日 8:00 - 8:30
- 山口放送 - 毎週土曜日 7:00 - 7:30（2018年4月 - ）

### 過去のネット局
- 青森放送 - 毎週月曜日 21:00 - 21:30（放送開始・終了日不明）
- RSK山陽放送 - 毎週土曜日 14:25 - 14:55（2020年7月4日 - 2021年3月27日）[1]
- STVラジオ - 毎週月曜日 3:00 - 3:30（2020年10月4日から再ネット・終了日不明。2019年10月5日 - 2020年3月28日は毎週土曜日 17:00 - 17:30に放送。2020年10月4日 - 2020年12月27日は毎週日曜日 18:00 - 18:30に放送）[2]